# أوهانس قيومجيان باشا
أوهانِّس قُيُومِجيَان باشا (بالأرمنية: Յովհաննէս Գույմճեան) هو سياسي ودبلوماسي ودواويني عُثماني. عُيِّن مُتصرِّفًا لجبل لُبنان خلفًا ليُوسُف فرنكو باشا فكان ثامن من تولَّى هذا المنصب، وبقي فيه حتَّى سنة 1915م حينما قدَّم استقالته، فصار آخر المُتصرِّفين النصارى للجبل، إذ أنَّ الثلاثة الذي تلوه كانوا مُسلمين.
وُلد أوهانِّس قُيُومجيان في إستنبول سنة 1852م لأُسرةٍ أرمنيَّة كاثوليكيَّة، يُفهم من لقبها أنَّ أفرادها عملوا صاغةً خلال فترةٍ من الفترات. كان والده «بدرُس» من كبار الدواوينيين العُثمانيين، عمل مُديرًا لمصلحة الغابات والمناجم وانتُخب عُضوًا في مجلس شورى الدولة، ورُشِّح ليكون مُتصرِّفًا على جبل لُبنان في مُناسبتين على الأقل، ومن أسباب ذلك أنَّهُ كان مُتزوِّجًا من امرأةٍ مارونيَّة هي ابنة أخ مُدبِّر المطرانيَّة في العاصمة العُثمانيَّة.
اختار أوهانِّس قُيُومجيان العمل في السلك الدبلوماسي، فُعيِّن مُستشارًا في السفارة العُثمانيَّة برومة، ثُمَّ مُستشارًا في نظارة الخارجيَّة العُثمانيَّة، وصار من خاصَّة الصدر الأعظم مُحمَّد أمين عالي باشا. وفي 23 كانون الأوَّل (ديسمبر) 1912م اتَّفق ناظر الخارجيَّة ومُمثل الصدارة العُظمى جبرائيل نورادُنكيان باشا مع سُفراء الدُول الأوروپيَّة الست المُوقِّعة على النظام الأساسي لجبل لُبنان (الإمبراطوريَّة الفرنسيَّة والمملكة المُتَّحدة والإمبراطوريَّة الروسيَّة ومملكة بروسيا والإمبراطوريَّة النمساويَّة)، على تعيين أوهانِّس قُيُومجيان مُتصرِّفًا للجبل خلفًا ليُوسُف فرنكو باشا، كما اتَّفقوا على إضافة ست مواد للنظام المذكور، كان من أهمِّها ما يلي: عدم حصر انتخاب أعضاء المجلس الإداري بشُيُوخ الصُلح كالسابق وإشراك الشعب في هذا الانتخاب بواسطة مندوبين يُمثِّل كُل واحدٍ منهم مائة مُكلَّف؛ والسماح بإنشاء ثلاثة مرافئ في ساحل جبل لُبنان: الأوَّل في جونية والثاني في النبي يُونُس (بين الدامور وصيدا) والثالث في شكَّا.
كان أوهانِّس باشا مُتدينًا، عادلًا، كريم الأخلاق، عفيف النفس، أحبَّ جبل لُبنان وأهله ورغب في تحسين أحواله. ولكنَّهُ لم يتمكَّن من تحقيق أي عملٍ مُهم، فما كاد يتسلَّم مهام المُتصرِّفيَّة حتَّى أخذت الظُرُوف الدُوليَّة في التأزُّم، ثُمَّ ما لبثت الحرب العالميَّة الأولى أن نشبت، ودخلتها الدولة العُثمانيَّة إلى جانب الإمبراطوريَّتين الألمانيَّة والنمساويَّة المجريَّة. ثُمَّ أرسلت الحُكومة الاتحاديَّة ناظر البحريَّة جمال باشا واليًا على سورية، وكُلِّف بمُهاجمة البريطانيين وإخراجهم من مصر والاستيلاء على قناة السويس. فتذرَّع جمال باشا بالضرورات الحربيَّة وأرسل في أواخر شهر تشرين الثاني (نوڤمبر) 1914م بضعة آلاف من الجُنُود العُثمانيين إلى جبل لُبنان فسيطروا عليه. ثُمَّ ما لبث جمال باشا أن تسلَّم زمام السُلطة الحقيقيَّة، وأصبح أوهانِّس باشا وجميع المُوظفقين في المُتصرِّفيَّة أدوات لتنفيذ أوامره وتعليماته. فشكَّل محكمةً عسكريَّةً في بلدة عاليه وصادر أملاك الأجانب من رعايا دُول الحُلفاء المُعادية للدولة العُثمانيَّة وحوَّل بعض المُنشآت إلى ثكناتٍ عسكريَّة أو دوائر حُكُوميَّة. وفي سنة 1915م ضايق الاتحاديُّون أوهانِّس باشا حتَّى أجبروه على تقديم استقالته، فقبلتها الحُكُومة فورًا وعيَّنت علي مُنيف بك مُتصرفًا مكانه.
عاد أوهانِّس باشا إلى إستنبول خلال شهر حُزيران (يونيو) 1915م، فعُيِّن في مجلس شورى الدولة. هاجر في وقتٍ لاحقٍ إلى رومة ووافاه الأجل فيها سنة 1933م.